# Antonín Žváček
Antonín Žváček (* 29. April 1907 in Háčky bei Prostějov; † 4. September 1981) war ein tschechischer Musiker und Komponist. Er wird auch „König der mährischen Polka“ genannt.

## Leben
Antonín Žváček war das älteste von 12 Kindern, sein Vater arbeitete in der Landwirtschaft und war Volksmusikant. Mit sechs Jahren schrieb er sein erstes Lied Das Rotkäppchen. Seine zweite Komposition war eine Polka mit dem Titel Šuba, die nach dem Hund des Nachbarn benannt wurde. Zváčeks Schulpflicht endete als er 14 Jahre alt war, danach ging er zur königlichen Militärmusik des 6. Infanterieregiments in Olmütz. 1928 wechselte er zur königlichen Militärmusik Rumäniens nach Bukarest. Als er nach drei Jahren nach Tschechien zurückkehrte, wurde er zunächst Musiker, später Leiter der Staatspolizei in Brünn. Mit 42 wurde er wegen Krankheit pensioniert. Danach war er als Musiklehrer tätig und leitete die Blaskapelle in Olomouc.
Antonín Žváček schrieb über 500 Werke, überwiegend Polkas und Walzer. Viele seiner Kompositionen sind durch Freunde und Bekannte inspiriert und diesen namentlich gewidmet. Am 4. September 1981 starb Antonín Žváček nach einem Herzanfall.

## Werke (Auszug)
- Am St. Georgstag (Polka)
- Danka-Polka
- Erntefest-Polka/Dožinková-Polka
- In der Klostermühle/Slovácká (Polka)
- Jara-Polka
- Jehlicka-Polka
- Lenchen-Polka/Helenka
- Lucerna-Polka
- Mamincina-Walzer
- Mein schönes Heimatdorf/Bystrocická (Polka)
- Morgenblüten/Kmotrenka (Polka)
- Musikanten-Polka
- Na Hane-Polka
- Pro Tenor
- Regimentsparade (Konzertmarsch)
- Sivická-Polka
- Zimmermann-Polka